# Emma Vyssotsky
Emma Vyssotsky (23 de octubre de 1894 - 12 de mayo de 1975), nacida Emma T. R. Williams en Media, Pensilvania fue una astrónoma estadounidense.

## Biografía
En 1930, recibió su doctorado en astronomía por Harvard College. Pasó su carrera en el Observatorio Leander McCormick de la Universidad de Virginia, donde su especialidad fue el movimiento de las estrellas y la cinemática de la Vía Láctea.
En 1929, se casó con el astrónomo ruso Alexander N. Vyssotsky en 1929. Tuvieron un hijo, Victor A. Vyssotsky (un matemático e informático teórico), quien estuvo involucrado en el proyecto Multics y fue creador del juego de ordenador Darwin.
En 1946, fue premadia con el Premio Annie Jump Cannon en Astronomía por la  Sociedad Estadounidense de Astronomía en 1946.